# Gasparo Alberti
Gasparo Alberti auch Gasparo De Albertis oder Gasparo de Alberti (* zwischen 1480 und 1489 in Padua; † zwischen 1560 und 1565 in Bergamo) war ein italienischer Geistlicher und Komponist geistlicher Werke der Renaissance. Leben und Werk Gasparo Albertis wurden erst ab den 1950er Jahren breiter bekannt, nachdem der dänische Musikwissenschaftler Knud Jeppesen drei Chorbücher mit Manuskripten Albertis an dessen Wirkungsstätte in der Basilika Santa Maria Maggiore in Bergamo entdeckte.

## Leben und Werk
Nach seiner Priesterweihe begann Alberti sein Wirken als Kantor in der Basilika Santa Maria Maggiore in Bergamo um 1502. 1536 wurde er dort zum Kapellmeister, zum maestro di cappella, ernannt. 1541 wurde ihm die Leitung einer neu geschaffenen Gesangsschule anvertraut, die der Basilika unterstand, aber auch Laien offen stand. 1550 wurde er in den Ruhestand versetzt. Zugleich forderte man von ihm die Rückgabe seiner von ihm komponierten Gesangsbücher, dem Alberti aber nicht nachkam. Das in der Folge angespannte Verhältnis mit den Kirchenoberen muss nicht von langer Dauer gewesen sein, da ihm 1552 erneut das Amt des Kapellmeisters anvertraut wurde, um der Basilika damit verloren gegangenen Glanz zurückzuerstatten. Zwei Jahre später wurde Alberti endgültig seines Amtes enthoben. Er starb zwischen 1560 und 1565 in Bergamo. Seine Kompositionen befanden sich bis zu seinem Tode in seinem Besitz, da in einem Schreiben von 1565 erneut die Rückgabe seiner Schriften an den neuen Kapellmeister angeordnet wurde.
Seine ausschließlich geistlichen Kompositionen (5 Messen, Lamentationen, Psalmen, Magnificats, Vesperzyklen und 15 Motetten) wiesen für die Zeit zahlreiche neue Techniken auf, die großen Einfluss auf Giovanni Pierluigi da Palestrina und die Venezianer Schule ausübten. Neben der Integration mehrchöriger Abschnitte auch in Motetten und Magnificats bestanden die Neuerungen in der variablen polyphonen Gestaltung der Chöre und der Stimme Jesu in den Passionen. Die Gestaltung der deklamatorischen Passagen zeigte intensive Breitenwirkung. Einige seiner Kompositionen wurden als früheste Personaldrucke eines italienischen Komponisten überhaupt bekannt und dokumentieren damit das große Interesse an Albertis Musik. Albertis Messen sind groß dimensionierte Werke. Beispielsweise umfasst die siebenstimmige Missa de Beata Virgine mehr als 1000 Mensuren. Vor diesem Hintergrund muss Alberti als einer der ersten großen italienischen Polyphoniker qualifiziert werden.